# المتوة
قرية المتوة هي إحدى القرى التابعة لمركز السنبلاوين في محافظة الدقهلية في جمهورية مصر العربية. حسب إحصاءات سنة 2006، بلغ إجمالي السكان في المتوة 760 نسمة، منهم 432 رجل و328 امرأة.

## التاريخ
قرية المتوة من القرى القديمة، واسمها الأصلي وقت الفتح الإسلامي لمصر نيمنتوت (بالإنجليزية: Nimanthout)‏، وقد وردت باسم المتوى في أعمال المرتاحية ضمن قرى الروك الصلاحي التي أحصاها ابن مماتي في كتاب قوانين الدواوين، كما وردت باسم المتوى في أعمال الدقهلية والمرتاحية ضمن قرى الروك الناصري التي أحصاها ابن الجيعان في كتاب «التحفة السنية بأسماء البلاد المصرية». وفي العصر العثماني كان اسمها في تربيع سنة 933هـ/1527م الذي أجراه الوالي العثماني سليمان باشا الخادم في عصر السلطان العثماني سليمان القانوني المتوى ضمن قرى ولاية الدقهلية، وفي تاريخ 1228هـ/1813م الذي عدّ قرى مصر بعد المسح الذي قام به محمد علي باشا باسم المتوه ضمن قرى مديرية الدقهلية.